# Inzulin

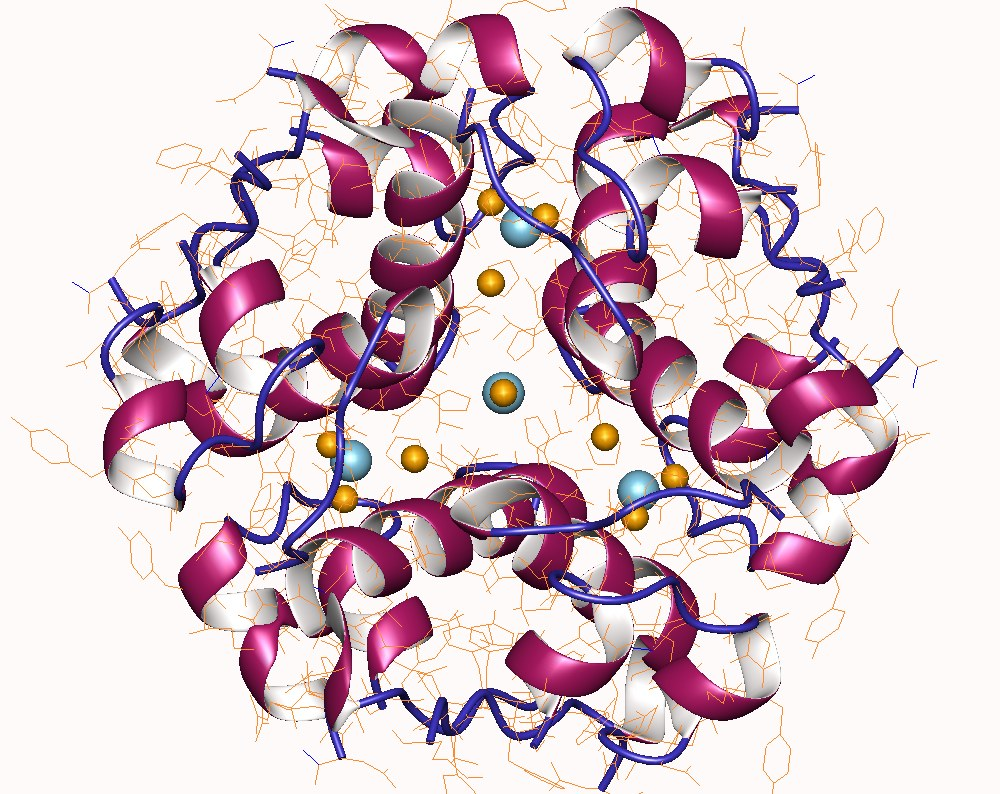
Hexamer lidského inzulinu

Inzulin (též insulin, inzulín, z lat. insula, ostrov, zkratka INZ) je hormon produkovaný B buňkami Langerhansových ostrůvků slinivky břišní, který snižuje hladinu cukru v krvi. Inzulin má opačnou funkci než glukagon, je tedy jeho antagonista.
Inzulinem se také léčí diabetici, kteří mají vlastního inzulinu nedostatek. Aplikuje se podkožně prostřednictvím injekcí pod  úhlem 90 stupňů, inzulinových per nebo inzulinových pump. Inzulin nelze podávat ústy, protože bílkovinná molekula inzulinu se činností enzymů v trávicím ústrojí rozštěpí na kratší peptidy, a tím se jeho katalytický účinek deaktivuje.

## Chemické složení
Inzulin je makromolekula bílkovinné povahy. Skládá se ze dvou polypeptidických řetězců (A, B), které jsou spojeny disulfidickými můstky a které dohromady mají 51 aminokyselin – řetězec A obsahuje 21 aminokyselin a řetězec B 30 aminokyselin.

## Historie objevu inzulinu

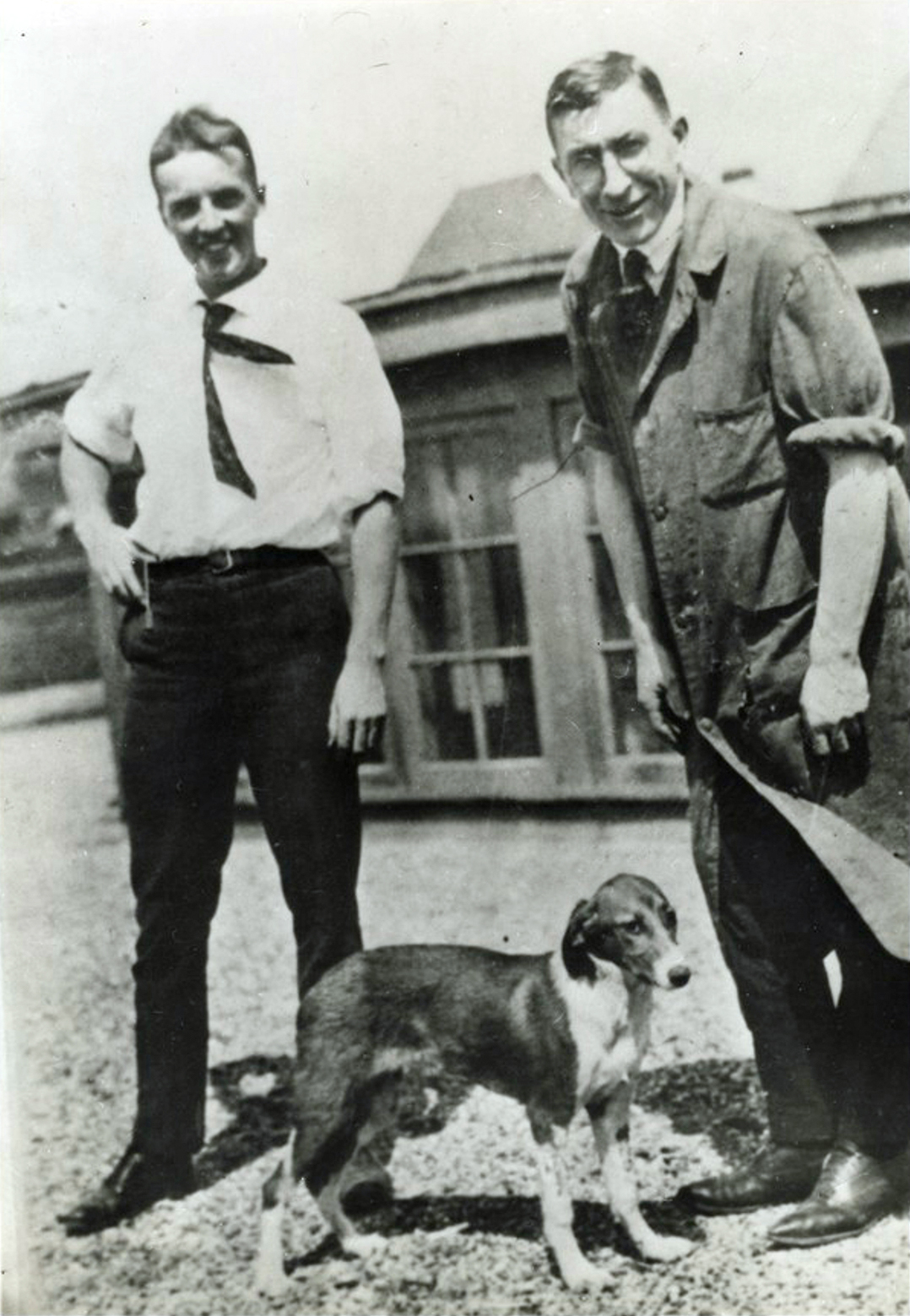
Dr. Charles Best (nalevo) a Sir Frederick Banting (vpravo)

- Roku 1869 Paul Langerhans, student Humboldtovy univerzity, poprvé objevil a popsal Langerhansovy ostrůvky ve slinivce.
- roku 1889 německý doktor Oscar Minkowski dělal pokusy na psech, při kterých zjistil souvislost mezi slinivkou a diabetem (vyoperoval psovi pankreas a pozoroval cukr v moči)
- roku 1901 americký patolog Eugene Opie při svých pokusech přišel na souvislost mezi Langerhansovými ostrůvky a diabetem
- roku 1906 George Ludwig Zuelzer téměř vyléčil diabetického psa, když mu podával extrakt z pankreatu (svůj pokus však nedokončil)
- roku 1920 Frederick Banting, kanadský lékař a vědec v oboru medicíny, zjistil, že by bylo výhodnější izolovat účinnou látku z pankreatické šťávy → Banting se rozhodne jet do Toronta za profesorem torontské univerzity Johnem Jamesem Rickardem Macleodem, který měl možnost poskytnout Bantingovi a jeho asistentu (studentu medicíny Charles Best) univerzitní laboratoře k provádění experimentů
- v létě roku 1921 se podařilo Bantingovi a Bestovi extrahovat "čistý" inzulin ze psů, kterým podvázali vývod pankreatu a inzulin extrahovali – extrahovanou látku zprvu pojmenovali "isletin" → tento svůj objev bezúplatně předali Torontské univerzitě za pronájem laboratoře
- začátkem roku 1922 dostal první inzulinové vzorky k použití bostonský diabetolog Elliott P. Joslin, který je aplikoval 13letému chlapci Leonardu Thompsonovi, což byl první léčený diabetik na světě (žil ještě dalších 13 let)[1]
- na jaře roku 1922 velmi stoupala poptávka po inzulinu (inzulín už nestačila vyrábět Torontská univerzita), a proto se výroby ujala firma Eli Lilly v americkém Indianapolis.
- v roce 1923 byla Bantingovi a Macleodovi (pod jehož záštitou prováděl Banting své pokusy) udělena Nobelova cena za fyziologii a lékařství
- roku 1926 John Jacob Abel jako první inzulin vykrystalizoval
- v roce 1926 se začal inzulín vyrábět i v tehdejším Československu
- roku 1955 byla vysvětlena biochemická podstata inzulinu Frederickem Sangerem, za což byl roku 1958 odměněn Nobelovou cenou za chemii

## Mechanismus

### Vznik inzulinu v těle
Nejprve je v B buňkách zhotoven proinzulin. Ten se skládá ze dvou polypeptidických řetězců označovaných jako A a B řetězec, které jsou spojené C-peptidem a disulfidickými můstky zajišťujícími soudržnost makromolekuly. Vyrobený proinzulin se kumuluje v sekrečních granulích B buněk, kde se rozpadá na dvě části: inzulin (A a B řetězec) a C-peptid. (C-peptid se využívá ve vyšetřeních jako ukazatel endogenní syntézy inzulinu). Zde již aktivní molekula inzulinu čeká na vnější stimulaci, aby se mohla vyloučit do krve.

### Mechanismus sekrece
Sekrece insulinu do krevního oběhu je závislá na hodnotě glykémie. Čím více glukózy v krvi, tím větší sekrece insulinu. Glukóza z krve přechází do β-buněk pankreatu. Tam je metabolizována na ATP. ATP aktivuje ATP-dependentní receptory. Tyto receptory zavřou draslíkové kanály, čímž dojde k depolarizaci. Napěťově řízené vápníkové kanály se naopak otevírají, vápník proudí směrem do buňky. Zvýšená intracelulární koncentrace vápníku má za následek aktivaci Ca2+-dependentních proteinkinas, které spouští exocytózu sekrečních granul inzulinu a otevření draslíkových kanálů, čímž dochází k repolarizaci. Až hodnota potenciálu v buňce dosáhne klidového stavu, sekrece inzulinu se zastaví. Spolu s inzulinem se do krve dostává i C-peptid. Celková denní sekrece inzulinu u nediabetika je cca 20–40 IU.

### Regulace sekrece
Stimulačními regulátory jsou manóza, parasympatikus (cholinergní vlákna vagu) a acetylcholin, gastrin, sekretin, GIP (gastrický inhibiční peptid), cholecystokinin, ketolátky, cirkulující částice z potravy jako volné mastné kyseliny a některé aminokyseliny (především arginin a leucin) a sympatikus. Sympatikus působí stimulačně i inhibičně. α2-adrenergní receptor snižuje sekreci, β1 a β2 zvyšují. Inhibičně působí i adrenalin a noradrenalin z dřeně nadledvin, somatostatin z γ-buněk pankreatu a neuropeptid galanin.

### Účinky

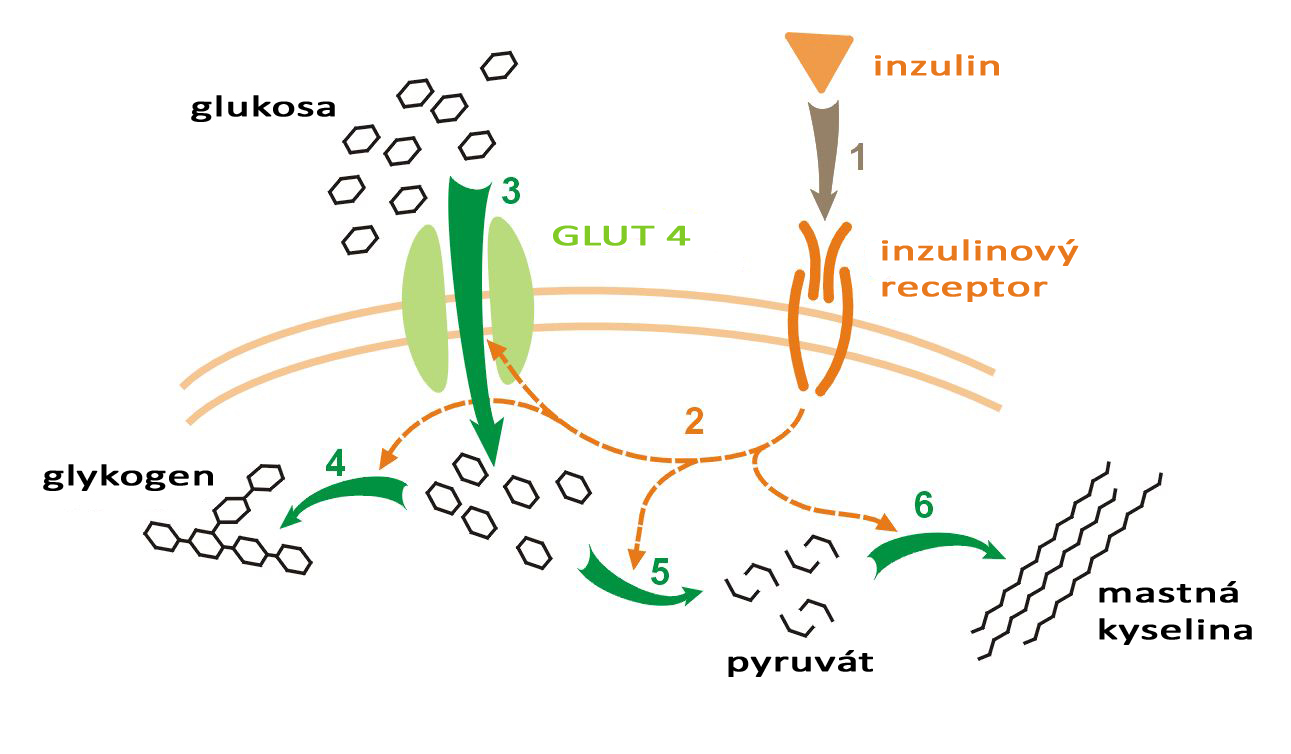
Systém inzulin-glukagon

Inzulin je do krve vylučován kontinuálně nehledě na příjem potravy (tj. bazální sekrece inzulinu). Bazální sekrece zaujímá 50 % veškerého vyloučeného inzulinu během 24 hodin. Na zbývajících 50 % celkové spotřeby inzulinu připadá jídlem stimulována sekrece (tj. bolusová neboli prandiální sekrece inzulinu).
V dutině ústní jsou polysacharidy z potravy natráveny enzymem amylasou na oligosacharidy. Dále pokračuje potrava přes žaludek do tenkého střeva, kde se sacharidy štěpí pomocí pankreatické amylázy až na disacharidy. Ty jsou pak specifickými disacharasami (např. maltasou, sacharasou apod.) ve sliznici střevní štěpeny na monosacharidy. Nejznámější monosacharid glukóza se vstřebává střevní stěnou do krve. Vyšší koncentrace glukózy v krvi podráždí regulační systém β-buněk mechanismem negativní zpětné vazby,[zdroj?] což má za následek vyloučení inzulinu do krve. Inzulin putuje krevním oběhem k buňkám, kde se váže na inzulinové receptory buněk.
Navázáním inzulinu na receptor se uvnitř buňky rozpoutá kaskáda reakcí. Nejprve dojde k otevření glukózového transportéru 4 (zkr. GLUT4), pomocí něhož se glukóza dostane dovnitř buňky. Část přijaté glukózy se spotřebuje na energetický metabolismus a část se přemění na zásobní cukr – glykogen. Glykogen se následně ukládá v játrech a v menší míře v příčně pruhované svalovině. Vychytáváním glukózy buňkami se snižuje její koncentrace v krvi, čímž je zákonitě inhibována produkce inzulinu.
Když organismus nemá dostatečný přísun glukózy (fyzická aktivita, hladovění), přirozeně dochází ke štěpení zásobního glykogenu. Při těžší hypoglykémii je stimulována sekrece hormonu glukagonu – antagonisty inzulínu – který putuje ze slinivky krví do jater. Zde urychluje a katalyzuje rozklad makromolekuly glykogenu na jednotlivé molekuly glukózy (proces glykogenolýza), které rychle zvyšují hladinu cukru v krvi.

### Aktivita inzulínu
Aktivita inzulínu se udává v jednotkách, přičemž standardní preparáty obsahují průměrně 25 jednotek v 1 mg krystalického inzulínu. Aplikačními formami jsou naředěné roztoky. V poslední době zaznamenáváme výrazný pokrok zejména u aplikačních forem inzulínu určeného pro diabetiky. Hlavní předností těchto nových preparátů je to, že obsahují různým způsobem modifikovaný a chráněný inzulín, který se jednak pomaleji vstřebává a navíc nepodléhá tak rychlé přeměně a inaktivaci.

#### Přehled účinků
V játrech zvyšuje vychytávání glukózy z krve a podporuje tvorbu zásobního glykogenu; blokuje ketogenezi (tj. zabraňuje vzniku ketoacidózy, vnitřního rozvratu metabolismu)
Ve svalech aktivuje GLUT 4 a tím podporuje vychytávání glukózy (primární energie svalů)
V tukové tkáni inzulin zvyšuje tvorbu tuků (proto se při diabetu II. typu nebo při zvýšené spotřebě inzulinu tloustne)

### Degradace
Molekula inzulinu je degradována především v játrech přibližně za hodinu po jejím vytvoření. Rozklad molekuly je uskutečněn degradačními enzymy a následnou endocytózou cílové buňky.

## Inzulin jako lék
Syntetický inzulin je vysoce čištěný, neutrální vodný roztok; je zde vázaný se zinkem. Kromě toho obsahuje látky ovlivňující délku účinku inzulinu, konzervační látky, stabilizující látky, atd. Synteticky vyráběný inzulin je lék pro diabetiky I. typu (méně častěji pro diabetiky II. typu), který se do těla dostává subkutánně (podkožně) pomocí inzulinových stříkaček, per, pump. Ve vývoji je inhalační inzulin (Exubera), kde je ovšem množství inhalovaného inzulinu větší než při "klasickém" podání.

### Zvířecí inzulin
Získává se především z vepřových nebo hovězích pankreatů. Vepřový inzulin se liší pouze v jedné aminokyselině, hovězí ve třech, od humánního inzulínu – tento rozdíl má jen minimální vliv na účinnost preparátu nebo jeho tolerování v organismu. Tento inzulin se vyrábí především z jatečních vepřů a skotu. Z těchto poražených zvířat se vyňal pankreas, který se posílal do továrny na výrobu inzulinu a kde se dále zpracovával a čistil do konečné podoby. Zvířecí inzulin je dnes ve vyspělém světě již prakticky nahrazen inzulinem humánním, tj. inzulinem, jenž se vyrábí pomocí genového inženýrství a jehož struktura se neliší od inzulinu produkovaného lidským tělem.

### Humánní inzulin

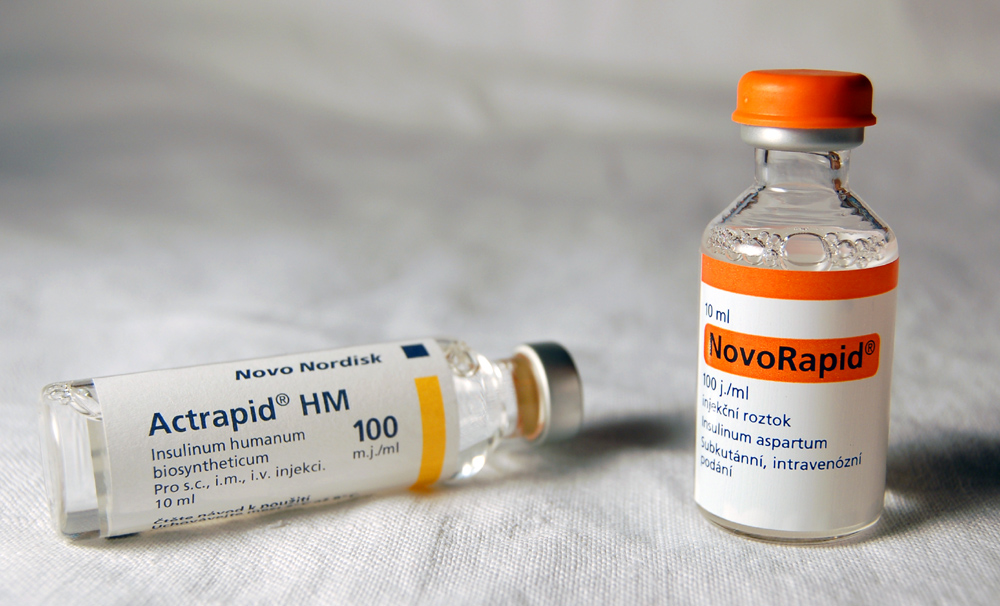
Ampule humánních inzulinů Actrapid (určení k podání injekcí) a NovoRapid (pro užití do IP) od firmy Novo Nordisk

Je totožný ohledně uspořádání aminokyselin s inzulinem produkovaným lidským pankreatem. Označuje se zkratkou HM inzulin. Dříve se také vyráběl semisynteticky z vepřového inzulinu záměnou odlišné aminokyseliny aminokyselinu obsaženou v humánním inzulinu. V současné době se dává přednost biosyntetické přípravě tak, že do DNA bakterie Escherichia coli nebo kvasinky Saccharomyces cerevisiae se vpraví lidský gen z krátkého ramene 11. chromozomu pro výrobu lidského inzulinu. Poté se z těchto bakterií (či kvasinek) izoluje čistý humánní inzulin.
Změnou fyzikálně-chemických vlastností a zpomalením absorpce inzulínu z podkoží dosáhneme zpomalení vstřebávání inzulinu do krve. Označujeme je podle technologie výroby jako NPH (Neutral Protamin Hagedorn) neboli depotní inzuliny. Tento druh inzulinu je v ampuli mléčně zabarvený, jde o suspenzi, před upotřebením je potřeba léčivo protřepat. Naproti tomu krátkodobé inzuliny jsou čiré, dobře rozpustné roztoky bez přídavků pomocných látek zpomalujících absorpci.
Pro odlišení typů inzulinů zvolili výrobci odlišné barvy sekundárních obalů: rychle působící inzulíny žluté, NPH insulíny zelené.

### Analoga inzulinu

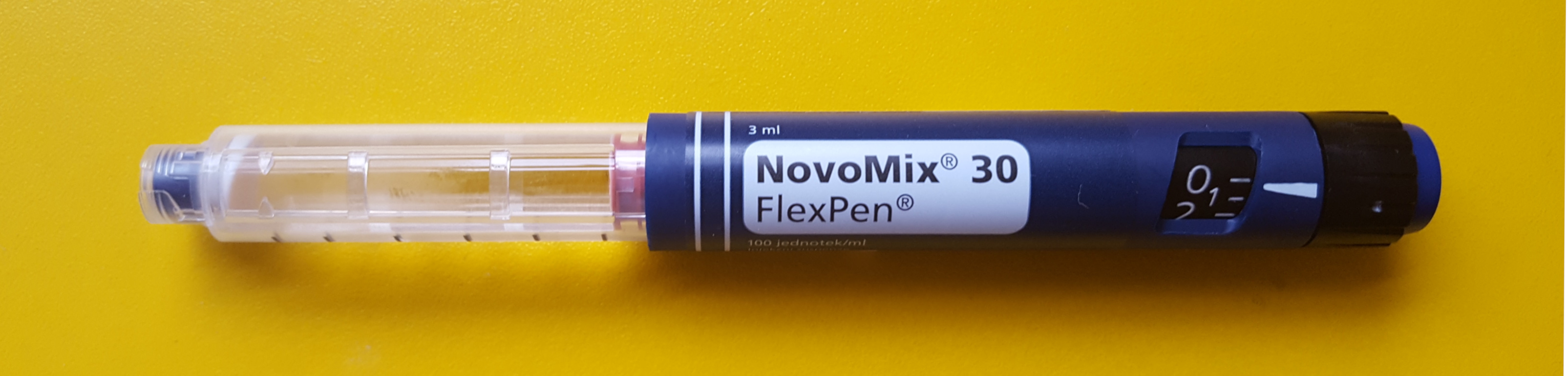
Inzulinový analog v inzulinovém peru

Zvláštně upravený inzulin, jehož molekuly se liší od HM inzulinu v uspořádání aminokyselin. Změnou struktury inzulinu je dosažena změna rychlosti a délky účinku inzulinu. Zatím jsou dostupná rychle působící, neboli krátkodobě působící analoga a dlouze působící analoga. Krátkodobě působící (insulin aspart, insulin lispro, insulin glulisin) mají kratší dobu působení, ale rychlejší dobu nástupu než klasický humánní inzulin. Používají se nejen injekčně, ale i do inzulinových pump. Při podání inzulinovým perem je výhodou, že analoga inzulinu lze podat až těsně před jídlem nebo na počátku jídla (humánní inzulín se aplikuje půl hodiny před plánovaným jídlem).
Dlouhodobě působící analoga (insulin glargin, insulin detemir, insulin degludec) mají výhodu v dlouhodobém působení (až 24 hodin), bez krátkodobého peaku typického pro HM inzuliny. Prodloužení účinku je zajištěno u insulinu glarginu po podkožním podání – změna pH – tvorbou hexamerů , ze kterých se inzulín postupně uvolňuje, u insulinu detemiru za pomoci kyseliny myristové. U dlouhodobých analog může být inzulin čirý.

### Druhy a typy inzulinů podle doby účinku
Při standardní léčbě diabetu I. typu se v současnosti v České republice užívají lidské inzuliny, které rozdělujeme na tyto druhy:
| Druh inzulinu                                                         | Délka účinku      | Prodejní název                          |
| --------------------------------------------------------------------- | ----------------- | --------------------------------------- |
| Velmi krátce působící inzulinová analoga                              | 2–5 hodin         | Apidra, Humalog, NovoRapid, Fiasp       |
| Krátce působící inzuliny („rychlý“ inzulin)                           | 3–6 hodin         | Actrapid HM, Humulin R, Insuman Rapid   |
| Inzuliny s prodlouženou dobou účinku („dlouhý“ inzulin = NPH inzulin) | 12–22 hodin       | Humulin N, Insulatard HM, Insuman Basal |
| Velmi dlouze působící inzulinová analoga                              | 24–36 (*48) hodin | Lantus, Levemir, Tresiba*, Abasaglar    |

### Aplikace
Inzulin se běžně aplikuje subkutánně (podkožně). V nemocnicích se může inzulin namíchat do infuze, ze které se dostává do těla intravenózně (nitrožilně). V ČR užívané inzulinové lahvičky a cartridge (náplně do pera) obsahují 100 IU (100 mezinárodních jednotek) inzulinu v 1 ml, od 05-2015 je na trhu Humalog 200 IU/ml, od 09-2015 je uveden insulin glargin 300 IU/ml pod názvem Toujeo.

#### Pomůcky diabetiků pro aplikaci inzulinu
- Inzulinové pero
- Inzulinová pumpa
- Inhalační inzulin